# Mark Kinsella
Mark Anthony Kinsella (* 12. August 1972 in Dublin) ist ein ehemaliger irischer Fußballspieler und heutiger Fußballtrainer, der als Spieler zuletzt für FC Walsall aktiv war.

## Laufbahn

### Vereine als Spieler
Kinsella verbrachte seine Jugend bei dem Amateurverein aus Dublin Home Farm, wo auch schon Spieler wie Ian Harte oder Richard Dunne ihre Karrieren begonnen hatten. 1989 wechselte er zu Colchester United. Er spielte sieben Jahre für den Klub. Für eine Ablöse von £150.000 verpflichtete 1996 Charlton Athletic den 1,75 Meter großen Mittelfeldspieler. In den nächsten sechs Jahren, 1996–2002, absolvierte er 208 Ligaspiele. Im Jahr 2002 verließ er Charlton Athletic und schloss sich Aston Villa an. Dort war er bis 2004 aktiv, ehe er zu West Bromwich Albion wechselte, wo er allerdings nur kurzzeitig spielte. Kinsellas letzte Station war FC Walsall. Hier spielte er zwischen 2004 und 2006, bevor er seine Spielerkarriere beendete.

### Vereine als Trainer
Im Jahr 2006 übernahm Kinsella das Amt als „Entwicklungstrainer“ bei Charlton Athletic. Er kümmert sich um die Förderung und Entwicklung junger Spieler des Vereins. Von November 2008 bis Januar 2011 war er Assistent von Phil Parkinson bei der ersten Mannschaft des Klubs. Im September 2012 wurde er Assistent von Joe Dunne bei Colchester United. Dieses Amt hatte er bis September 2014 inne. Im November 2014 wurde er Assistent von John McDonnell bei Drogheda United. Nach dessen Entlassung war er für zwei Monate Cheftrainer. Ende 2015 verließ er den Verein.

### Nationalmannschaft
Kinsella bestritt 1998 sein erstes Länderspiel für Irland. In seiner Laufzeit als Nationalspieler spielte er 48 Partien und schoss dabei drei Tore. Kinsella nahm mit Irland an der WM 2002 in Japan und Südkorea teil, jedoch scheiterte Irland im Achtelfinale an Spanien.